# Comando Cobra
Comando Cobra fue un grupo policiaco de Costa Rica, condenado en 1996 por atrocidades como el asesinato y la violación en poblaciones indígenas. 
El grupo policial pertenecía a la Guardia de Asistencia Rural, entrenado en la Escuela de las Américas antes de que Costa Rica dejase de enviar integrantes de la Fuerza Pública a entrenar allí. Realizaban operativos antinarcotráfico en Talamanca, un cantón con una de las mayores poblaciones indígenas costarricenses, que además es el cantón más pobre y rural del país, enfocándose en el combate a los sembradíos de marihuana. El nombre «Comando Cobra» nunca fue oficial sino un apodo autoimpuesto. Se les acusó del asesinato de Víctor Julio Trejos y Rolando Watson y la violación de las hermanas Melania y Casimira Martínez Morales, todos de etnia indígena, acontecidos entre el 19 y el 21 de febrero de 1992, así como de otros delitos como hurto y privación agravada de la libertad. El jefe del grupo era Mínor Masís Artavia y el subjefe Manuel Sarmiento Argüello. Lo conformaban 11 personas.
En mayo de 1996 el Tribunal Superior Penal de Limón condenó a 42 años de prisión a Masís por asesinato y violación, a 32 años a Sarmiento por los mismos delitos y a 5 años de cárcel a Ricardo Alberto Alvarado Garro por violación. Los restantes 8 integrantes (Omar Carmona Carmona, Juan Montoya Rodríguez, Carlos Picado García, Rafael Ángel Rodríguez, Alfonso Zamora Arias, Juan Varela Solano, Wigberto Cruz Cerdas, Gregorio Tijerino Ruiz y Herberth Chaves) fueron absueltos del delito de privación de la libertad y hurto agravado por considerarse que siguieron órdenes de Masís y Sarmiento y no habían sido imputados de otros delitos.
En la sentencia el juez que presidió el caso afirmó que Masís y Sarmiento mostraron viles actitudes que se reflejan de manera palpable en el trato a los indígenas, en la prepotencia con que se actuó y en el desprecio generalizado a mínimos valores humanos y que Se trató de acciones delictivas provenientes de personas sin la capacidad profesional ni la calidad humana ni moral necesarias para haber actuado correctamente. Además de las penas de cárcel los tres condenados debieron pagar indemnizaciones millonarias resarcitorias a las víctimas y sus familias, y se sancionó también al Estado a pagar solidariamente por los delitos.
En 2019 Masís (quien habría salido de prisión gracias a un beneficio judicial que redujo su pena a 25 años) fue nuevamente arrestado por las autoridades judiciales debido a su involucramiento con el grupo paramilitar subversivo de extrema derecha, el Frente Patriota 7 de Julio.